# Hegyhátmaróc, Baranya
Hegyhátmaróc este un sat în districtul Komló, județul Baranya, Ungaria, având o populație de 160 de locuitori (2011). 

## Demografie
Componența etnică a satului Hegyhátmaróc
     Maghiari (83,63%)
     Germani (13,45%)
     Necunoscut (2,92%)
     Alții (2,92%)
Componența confesională a satului Hegyhátmaróc
     Luterani (16,88%)
     Reformați (3,75%)
     Fără religie (3,13%)
     Necunoscută (76,25%)
Conform recensământului din 2011, satul Hegyhátmaróc avea 160 de locuitori. Din punct de vedere etnic, majoritatea locuitorilor (83,63%) erau maghiari, cu o minoritate de germani (13,45%). Apartenența etnică nu este cunoscută în cazul a 2,92% din locuitori. Nu există o religie majoritară, locuitorii fiind luterani (16,88%), reformați (3,75%) și persoane fără religie (3,13%). Pentru 76,25% din locuitori nu este cunoscută apartenența confesională.